# Herochroma
Herochroma es un género de polillas perteneciente a la familia Geometridae, descrito por Charles Swinhoe en 1893. Tiene distribución principalmente en Asia.

## Especies
- grupo de especies baba
  - Herocroma aethalia (L.B. Prout, 1927)
  - Herochroma baba Swinhoe, 1893
  - Herocroma baibarana (Matsumura, 1931)
  - Herochroma crassipunctata (Alphéraky, 1888)
    - Herochroma crassipunctata crassipunctata (Alphéraky, 1888)
    - Herochroma crassipunctata farinosa (Warren, 1893)

  - Herochroma cristata (Warren, 1894)
    - Herochroma cristata cristata (Warren, 1894)
    - Herochroma cristata rubicunda Inoue, 1999

  - Herocroma curvata Han y Xue, 2003
  - Herochroma elaearia (Hampson, 1903)
  - Herochroma holelaica (L.B. Prout, 1935)
  - Herochroma nigrescentipalpis (L.B. Prout, 1916)
  - Herochroma ochreipicta (Swinhoe, 1905)
  - Herocroma pallensia Han y Xue, 2003
  - Herochroma perspicillata Han y Xue, 2003
  - Herochroma pseudocristata Inoue, 1999
  - Herochroma scoblei (Inoue, 1992)
  - Herochroma serrativalva (Holloway, 1982)
  - Herocroma sinapiaria (Poujade, 1895)
  - Herochroma subspoliata (L.B. Prout, 1916)
  - Herochroma subtepens (Walker, 1860)
  - Herochroma subviridaria (Yazaki, 1994)
  - Herochroma supraviridaria Inoue, 1999
  - Herochroma urapteraria (Walker, 1860)
  - Herochroma usneata (Felder y Rogenhofer, 1875)
  - Herocroma viridaria (Moore, 1868)
    - Herocroma viridaria viridaria (Moore, 1868)
    - Herochroma viridaria peperata (Herbulot, 1989)

  - Herochroma xuthopletes (L.B. Prout, 1934)
  - Herochroma yazakii Inoue, 1999
- grupo flavibasalis
  - Herochroma aeruginosa Inoue, 1999
  - Herochroma clariscripta Holloway, 1996
  - Herochroma flavibasalis (Warren, 1894)
  - Herochroma hemiticheres (L.B. Prout, 1935)
  - Herochroma mansfieldi (L.B. Prout, 1939)
  - Herochroma rosulata Han y Xue, 2003